# SS-77
SS-77 (SS — от первых букв фамилий создателей — Smith и Soregi, 77 — год начала разработки) — южноафриканский единый пулемёт. Проектировался для замены FN MAG в связи с международным эмбарго на поставку вооружений в ЮАР. В 1986 году поступил на вооружение национальных сил обороны ЮАР. Производится компанией Denel Land Systems.

## Описание
Конструкция оружия основана на пулемёте Горюнова, широко применявшемся противниками ЮАР в локальных конфликтах в регионе. Принцип работы основан на отводе пороховых газов через боковое отверстие в стволе, с длинным ходом поршня. Пулемёт оснащён газовым регулятором. Газовый регулятор имеет три положения, что позволяет увеличивать или уменьшать давление газов на поршень, чтобы уменьшить загрязнения и регулировать скорость стрельбы. Запирание ствола осуществляется перекосом затвора в горизонтальной плоскости при помощи двух выступов, заходящих в пазы по бокам ствольной коробки. После вылета пули из ствола, затвор выходит из сцеплений со ствольной коробкой и производит отдачу, гильза извлекается из патронника и выбрасывается из пулемёта. При возврате в исходное положение затвор досылает новый патрон в патронник, а последнее движение поршня сцепляет затвор со ствольной коробкой пулемёта.
Пулемёт имеет складную сошку. В 1994 году для SS-77 был создан набор «Mini-SS», позволяющий переделать пулемёт под патрон 5,56×45 мм. Переоборудование из варианта 7,62 мм в 5,56 мм и обратно может проводиться в полевых условиях.
Огонь ведётся только очередями. Боепитание осуществляется из ленты: рассыпных американской M13 и южноафриканской R1M1 или сегментированной немецкой DM1. M13 и R1M1 могут быть взаимозаменяемыми, использование DM1 требует замены отдельных частей подавателя патронов. Ствол быстросъёмный с продольными рёбрами охлаждения.
Пулемёт оснащён механическим прицелом на 200—1800 м. Имеется ручка для переноски.
| Версия  | Длина   | Длина ствола | Вес     |
| SS-77   | 1155 мм | 550 мм       | 9,6 кг  |
| Mini-SS | 1000 мм | 515 мм       | 8,26 кг |

## Тактико-технические характеристики
- Патрон: 7,62×51 мм НАТО.
- Масса оружия: 9,60 кг.
- Длина оружия: 950 мм (со сложенным прикладом); 1170 мм (с откинутым прикладом).
- Длина ствола: 585 мм.
- Нарезы: 4 нареза; шаг 305 мм.
- Прицельные приспособления: мушка; секторный прицел.
- Темп стрельбы: 700—900 выстр./мин., регулируемый.
- Начальная скорость пули: 840 м/с.

## Эксплуатанты
- Колумбия: Национальная полиция Колумбии, Морская пехота Колумбии.[4]
- Кения: ВВС Кении: для вертолётов IAR 330.[5]
- Кувейт[6]
- Филиппины: спецназ филиппинской национальной полиции.
- Руанда: небольшая партия была закуплена в 1992 году.[7]
- Румыния: 215 SS-77 приобретены в 2008 и доставлены в 2009 году.[8]
- ЮАР: единый пулемёт южноафриканских национальных сил обороны.[9] На вооружении с 1986 года.[10]